# Consell d'Estats de la Mar Bàltica
Consell d'Estats de la Mar Bàltica (CBSS), és un fòrum regional compost per onze països, establert amb la Declaració de Copenhaguen de 1992 per intensificar les relacions de cooperació i coordinació entre els estats de la mar Bàltica. Té seu a Estocolm, Suècia. Les seves àrees prioritàries en què treballa són la identitat, la seguretat i la sostenibilitat i prosperitat de la regió. Aquestes tres àrees prioritàries tenen com a objectiu abordar els temes de desenvolupament sostenible, medi ambient, economia marítima sostenible, educació, treball, cultura, participació juvenil, seguretat civil, drets dels infants i tràfic d'éssers humans.

## Història
El CBBS es va establir el 1992 pels ministres d'afers externs dels diferents països de la regió, com a resposta als importants canvis geopolítics que es van produir a la zona al final de la Guerra Freda. Els fundadors de la CBSS van ser Hans-Dietrich Genscher, Uffe Ellemann-Jensen, Thorvald Stoltenberg, Lennart Meri, Jānis Jurkāns, Algirdas Saudargas, Henning Christophersen, Paavo Väyrynen, Andrei Kozyrev, Margaretha af Ugglas i Krzybiszewskitof S. Des de la seva fundació ha contribuït al desenvolupament de la regió de la mar Bàltica i ha servit com a catalitzador de la cooperació multilateral.
Des del 1998 té una seu permanent a Estocolm i és finançat pels estats membres. El seu màxim òrgan de govern és la conferència de ministres d'afers estrangers, que es reuneix cada dos anys.
El 3 de març de 2022, una declaració d'11 membres del CBSS va suspendre Rússia de les activitats del Consell amb efecte immediat a conseqüència de la invasió russa d'Ucraïna el 2022. A més, Bielorússia, amb l'estatus d'observador, es va suspendre de la participació en les activitats del CBSS.

## Membres
El CBBS té actualment 12 estats membres des del 1992:
- Alemanya
- Dinamarca
- Estònia
- Finlàndia
- Islàndia
- Letònia
- Lituània
- Noruega
- Polònia
- Rússia
- Suècia

### Estats observadors
- Belarús[9]
- França
- Irlanda
- Itàlia
- Països Baixos
- Romania
- Eslovènia
- Espanya
- Turquia
- Ucraïna
- Regne Unit
- Estats Units

## Presidència del Consell
La Presidència del Consell rota anualment entre els onze estats membres, i té una durada d'un any des de l'1 de juliol fins al 30 de juny. Cada Presidència estableix un conjunt de prioritats específiques per orientar els treballs del Consell per a l'any de la seva Presidència.
| Perìode   | Estat     | Prioritats de la Presidència |
| --------- | --------- | --- |
| 2023-2024 | Finlàndia | Seguretat integral, preparació per a crisis i resiliència |
| 2022-2023 | Alemanya  | Energia eòlica marina, municions abocades i joventut |
| 2021-2022 | Noruega   | Accelerar la cooperació en la transició verda, fomentar la identitat i la cooperació regionals, donar suport als mandats actuals de protecció civil                       |
| 2020-2021 | Lituània  | Desenvolupament sostenible, turisme verd i marítim, protecció civil a la regió bàltica, lluita contra el tràfic de persones per a l'explotació laboral a la regió bàltica |
| 2019-2020 | Dinamarca | Fer del Consell d'Estats de la Mar Bàltica una organització més flexible                                                                                                  |
| 2018-2019 | Letònia   | Integritat i seguretat social, diàleg i responsabilitat |
| 2017-2018 | Suècia    | Sostenibilitat, continuïtat i adaptabilitat |
| 2016-2017 | Islàndia  | Infància, igualtat i democràcia |
| 2015-2016 | Polònia   | Sostenibilitat, creativitat i seguretat |
| 2014-2015 | Estònia   | Practicitat, eficiència i cooperació |
| 2013-2014 | Finlàndia | Política marítima, protecció civil i contactes entre persones |
| 2012-2013 | Rússia    | Estàndards ambientals més estrictes per al transport marítim, sincronització d'estratègies regionals, millora de l'estat ecològic de la regió                             |
| 2011-2012 | Alemanya  | |
| 2010-2011 | Noruega   | Lluita contra el tràfic d'éssers humans, política marítima |
| 2009-2010 | Lituània  | |
| 2008-2009 | Dinamarca | |
| 2007-2008 | Letònia   | |
| 2006-2007 | Suècia    | |
| 2005-2006 | Islàndia  | |
| 2004-2005 | Polònia   | |
| 2003-2004 | Estònia   | |
| 2002-2003 | Finlàndia | |
| 2001-2002 | Rússia    | |
| 2000-2001 | Alemanya  | |
| 1999-2000 | Noruega   | |
| 1998-1999 | Lituània  | |
| 1997-1998 | Dinamarca | |
| 1996-1997 | Letònia   | |
| 1995-1996 | Suècia    | |
| 1994-1995 | Polònia   | |
| 1993-1994 | Estònia   | |
| 1992-1993 | Finlàndia | |

## Estructura

### Comissió d'Alts Funcionaris
El Comitè d'Alts Funcionaris (CSO) està format per alts representants dels Ministeris d'Afers Exteriors dels 11 estats membres de la CBSS, així com per un representant d'alt nivell de la Unió Europea. L'OSC serveix com a principal fòrum de discussió i òrgan de presa de decisions per a qüestions relacionades amb el treball del Consell entre les sessions ministerials. L'OSC supervisa, facilita i té com a objectiu coordinar el treball de totes les estructures del CBSS.
El període de presidència de cada país és rotatiu anualment i segueix la Presidència del Consell. El president de la CSO és un representant, generalment a nivell d'ambaixador, designat pel Ministeri d'Afers Exteriors del país que ostenta la Presidència del Consell. Una sèrie d'estructures de CBSS estan operant sota els auspicis de la CSO.
L'OSC supervisa el treball dels grups d'experts i coordina el treball dut a terme en les tres prioritats a llarg termini acordades: "Identitat regional", "Regió sostenible i pròspera" i "Regió segura i segura".

### Grups d'experts
- Grup d'Experts del CBSS en Economia Marítima Sostenible
- Grup d'experts de CBSS sobre desenvolupament sostenible: gestiona el Pla d'acció del Bàltic 2030[12]
- Grup d'experts de CBSS sobre nens en risc
- Grup de treball contra el tràfic d'éssers humans

### Secretaria
Es va establir el Secretariat Internacional Permanent de la CBSS arran d'una decisió presa a la 7a Sessió Ministerial de la CBSS l'any 1998 a Nyborg, Dinamarca. El Secretariat es va inaugurar oficialment a les seves instal·lacions a l'illa de Strömsborg a Estocolm el 20 d'octubre de 1998. Des del novembre de 2010 fins al juliol de 2020, la Secretaria es va ubicar a Räntmästarhuset a Slussplan 9, Estocolm, Suècia. Des del juliol de 2020, el palau Momma Reenstiernas de Wollmar Yxkullsgatan 23 és la nova seu de la Secretaria de la CBSS.
El mandat de la Secretaria és el següent:
- donar suport tècnic i organitzatiu al president del CBSS i a les estructures i òrgans de treball del Consell;
- garantir la continuïtat i la coordinació millorada de les activitats del CBSS;
- implementar l'estratègia d'informació i comunicació del CBSS;
- mantenir els arxius i la base de dades d'informació del CBSS;
- mantenir contactes amb altres organitzacions que operen a la regió del mar Bàltic i als voltants, les autoritats nacionals dels Estats membres i els mitjans de comunicació.[5]

### Socis estratègics
Des de la 10a Sessió Ministerial del CBSS l'any 2001, el Consell ha intensificat els esforços per coordinar les activitats del CBSS amb altres organitzacions que treballen activament per avançar en la cooperació regional a la regió del mar Bàltic. El CBSS ha pres la iniciativa d'organitzar reunions de coordinació anuals, (organitzades i presidides pel president de la CSO), amb la participació d'organitzacions regionals del Mar Bàltic, proporcionant així un canal més estructurat per implicar els socis estratègics per expressar les seves inquietuds i coordinar les seves inquietuds i esforços amb el CBSS i altres organitzacions com ara:
- B7 Xarxa de les Illes Bàltiques
- BASTUN
- BCCA
- Fòrum del Mar Bàltic
- BSPC
- BSRUN
- BSSSC
- BUP
- Consell Assessor Empresarial
- CRPM
- HELCOM
- OIM
- Fòrum d'ONG
- OCDE
- ScanBalt
- UBC

## Prioritats

### Identitat regional
Objectiu: promoure la identitat de la regió del mar Bàltic i intensificar els contactes per donar suport al seu desenvolupament posterior.
Hipòtesis: Desenvolupar un concepte d'identitat per a la regió del mar Bàltic per tal d'enfortir el sentit de pertinença a la regió del mar Bàltic mitjançant la implicació, la participació i la governança multinivell, i crear el concepte d'unitat regional a través de les fronteres mitjançant el desenvolupament del diàleg i les persones. contactes amb les persones, així com xarxes i institucions macroregionals.

### Una regió sostenible i pròspera
Objectius: Desenvolupar la regió del mar Bàltic com a regió model per a una societat sostenible capaç de gestionar i utilitzar eficaçment els recursos i el potencial econòmic, tecnològic, ecològic i social de la regió per garantir-ne la prosperitat, la protecció del medi ambient i la cohesió social; Contribuir a l'eliminació dels obstacles que dificulten el desenvolupament integral i sostenible de la regió.
Hipòtesis: Millorar la competitivitat global de la regió del mar Bàltic mitjançant el creixement econòmic sostenible, el mercat laboral, la recerca i el desenvolupament, la infraestructura innovadora, la política marítima integrada, el transport i les comunicacions; Donar suport a la transformació de la regió del mar Bàltic cap a una economia competitiva, verda i baixa en carboni, garantint així un desenvolupament sostenible i inclusiu; Donar suport a noves accions per assolir un bon estat ambiental i dels ecosistemes que ajudin a prosperar la regió del mar Bàltic; Enfortir la capacitat d'adaptació de la regió al canvi climàtic i la capacitat d'adaptació dels ecosistemes i les societats; Garantir la implementació contínua de qüestions de sostenibilitat en tots els sectors polítics, economia integrada i aspectes socials i ambientals; Promoure tecnologies i iniciatives sostenibles i ecològiques per protegir l'ecosistema i la biodiversitat de la regió del mar Bàltic.

### Regió segura i estable
Objectiu: Enfortir la seguretat i l'estabilitat social a la regió del mar Bàltic i garantir que els ciutadans de la regió estiguin protegits i resistents a la violència, els accidents i les situacions de crisi mitjançant una preparació adequada i protecció contra els danys causats per l'explotació criminal i el tràfic de persones.
Hipòtesis: Contrarestar totes les formes de tràfic de persones a la regió del mar Bàltic mitjançant accions i projectes preventius i protectors basats en un enfocament coherent i multidisciplinari; Promoure una protecció integral i sostenible de la infància per prevenir totes les formes de violència contra els infants mitjançant un enfocament multisectorial i una major cooperació entre les autoritats competents i altres parts interessades a la regió del mar Bàltic; Enfortir la resiliència social davant de desastres i amenaces en totes les etapes de crisi mitjançant la prevenció, la preparació i la resposta adequades; Enfortir la interoperabilitat i la cooperació macroregional estratègica que permeti donar suport i una resposta ràpida als accidents i catàstrofes transfronterers, incloses les situacions de crisi que poden tenir conseqüències transfrontereres.